# Хилот
Хилот (hilot) — национальная филиппинская форма массажа и мануальной терапии.
Мастер хилота называется масахиста (masahista) и обычно выполняет роль целителя.
Хилот может выполняться как при помощи рук, так и с применением особых инструментов — деревянных шаров, палочек и так далее. Массаж обычно проводится с кокосовым маслом.
В провинциальных районах Филиппин хилот является основным видом медицинской помощи и профилактики заболеваний. Масахиста использует манипуляции и массаж, подобные хиропрактике, для диагностики и лечения заболеваний опорно-двигательного аппарата. Также известно, что они восстанавливают вывихнутые и растянутые суставы, такие как колено, лодыжка, пальцы и пястные кости. Термин хилот также применяется к традиционным акушеркам, которые могут не иметь соответствующую лицензию.

## Духовная и физическая составляющие
Духовная составляющая хилот рассматривает связь между отношением тела и универсальной энергией. Другими словами, цель состоит в том, чтобы привести тело обратно в гармонию и фокусироватся на внутренних изменениях. Одним из способов достижения этого является Техника Преданности Банахао. Прослеживая свое происхождение до пятнадцатого века, эта техника требует произнесения речей и жертвенных ритуалов, чтобы воздействовать на дух тела. Цель этого — попросить прощения у Бога. В зависимости от того, где находятся мангихилот и их пациент, популярным местом для выполнения этой техники является действующий вулкан горы Банахао, расположенный на острове Лусон. Следование Технике Преданности Банахао — это Пагпапахалага, или Процесс Оценивания, цель которого состоит в том, чтобы направить внутреннее изменение во внешнее изменение с использованием внутреннего понимания. Это внутреннее понимание представлено в следующих трех модулях: мабути (честность с самим собой), макабубути (искренность), макапагпапабути (последовательная доброта).